# New Berlin (Illinois)
New Berlin – wieś w Stanach Zjednoczonych, w stanie Illinois, w hrabstwie Sangamon.